# Batu Putih (Taliwang)
Batu Putih is een bestuurslaag in het regentschap Sumbawa Barat van de provincie West-Nusa Tenggara, Indonesië. Batu Putih telt 2826 inwoners (volkstelling 2010).